# Contea di Jiang
La contea di Jiang (绛县S, Jiàng XiànP) è una contea della Cina, situata nella provincia dello Shanxi e amministrata dalla prefettura di Yuncheng.